# Rozalio
Rozalio je spolek rodičů usilujících o dobrovolný systém očkování s dostatečnou informovaností. Požaduje, aby očkování bylo vždy prováděno s ohledem na zdravotní stav dítěte a s minimalizací možných rizik. Snaží se také podílet na změně právní úpravy očkování v ČR tak, aby bylo očkování v zásadě dobrovolné.
Způsob, jakým Rozalio přistupuje k informacím, je kritizován jako chybný, neseriózní, manipulativní a obsahující vysoký podíl nepravd Českým klubem skeptiků Sisyfos a Zdravotnickým deníkem.

## Vedení a fungování Rozalia
Vedení a fungování Rozalia řídí členové výboru v čele s předsedou ROZALIO, kterým je v současnosti Martina Suchánková.

## Činnost a aktivity Rozalia
- Komunikují s odborníky, poslanci, médii.
- Přednášejí na besedách po celé ČR.
- Jsou v přímém kontaktu s rodiči a pomáhají jim poskytováním informací a podporou, ročně zodpoví přes 1000 dotazů, a to e-mailem, na Facebooku či telefonicky.
- Každoročně pořádají Očkofórum, na němž přednášejí různí odborníci.
- Jsou členy Pracovní komise pro problematiku očkování vytvořenou Ministerstvem zdravotnictví.[5]
- Podílejí se na tvorbě a distribuci brožur „Jak zasáhl systém očkování do života některých rodin“.
- Podporují finančně i organizačně organizátory akce „Zapal svíčku za včeličku“.
- Podílejí se na předložení několika pozměňovacích návrhů týkajících se očkování, díky čemuž se očkování dostává více do povědomí zákonodárců a postupně narůstá počet těch, kteří vynucování očkování a sankce s tím spojené chápou jako nepatřičné.
- I díky jejich právní a finanční podpoře rodičů v soudních sporech dnes existují výjimky z očkování, které několika nálezy vyhlásil Ústavní soud.
- Zorganizovali petici proti represivnímu přístupu státu v otázce očkování[6], kterou v roce 2015 s dvaceti tisíci podpisy předali Parlamentu ČR.
- Jsou také iniciátoři Petice za svobodnou volbu v očkování.[7]
- V roce 2020 sepsali novou petici - za odstranění diskriminace dětí v přístupu do kolektivů v rámci povinného očkování.[8]
- Spolu s Ligou lidských práv sepsali petici za dobrovolnost očkování proti koronaviru
- Zasadili se o očkování hexavakcínou, kdy se ze čtyř dávek začaly aplikovat pouze tři.[zdroj?]
- Zastali se rodičů, kterým pojišťovny nechtěli proplácet povinné očkování, které bylo odloženo. Archivováno 26. 6. 2020 na Wayback Machine. Archivováno 26. 6. 2020 na Wayback Machine.
- I díky Rozaliu se podařilo pomoci dětem, které údajně nemohou být dočasně očkovány a nemohli tak do změny legislativy nastoupit do školky. Archivováno 11. 5. 2020 na Wayback Machine. Archivováno 26. 6. 2020 na Wayback Machine.
- V zákoně o ochraně veřejného zdraví se také Rozaliu podařilo prosadit změnu, díky které mohou jezdit děti bez řádného očkování na všechny školní akce se svými spolužáky. Archivováno 11. 5. 2020 na Wayback Machine. Archivováno 26. 6. 2020 na Wayback Machine.
- Úzce spolupracovali na vzniku zákona o náhradě újmy způsobené povinným očkováním, který vstoupil v platnost v dubnu 2020.
- Podpořili finančně soudní spor, který měl rozhodnout o očkování dvanáctileté dívky, kdy ona sama očkování odmítala, matka ji podporovala, otec na očkování trval.[zdroj?]

## Financování Rozalio
Vlastní provoz je financován z členských příspěvků a darů.[zdroj?]

## Kritika

### Bludný balvan
V roce 2018 spolek Rozalio dostal anticenu zlatý Bludný balvan za rok 2017, udílenou Českým klubem skeptiků Sisyfos za příspěvek k alternativním technikám analýzy rizik, zejména pak rizik očkování. V laudatiu spolek Sisyfos zejména ironizuje to, že dle jejich názoru je „lepší informovanost“ v podání Rozalia v zásadě dezinformací.

### Zdravotnický deník
Zdravotnický deník dlouhodobě kritizuje počínání spolku Rozalio jako manipulativní, včetně kritiky za to, že se Rozalio podílí na šíření hoaxů. Podobný názor na způsob práce Rozalia má i Petr Nutil ze serveru Manipulátoři.cz, který spolupracuje s Ludmilou Hamplovou ze Zdravotnického deníku. Archivováno 26. 6. 2020 na Wayback Machine.

### Prague Security Studies Institute
Prague Security Studies Institute publikoval v červenci 2019 studii Téma očkování na dezinformačních webech, ve které analyzoval téma očkování na 40 dezinformačních webech v období od 1. 1. 2018 do 15. 2. 2019. Studie zachytila 570 zpráv o očkování, z nichž 76 bylo ve vztahu k očkování negativních. O těchto zprávách píše: „Tyto články je možné z obsahového hlediska považovat za zavádějící (obsahující misinformace / dezinformace či konspirační teorie) nebo přímo odkazují na zavádějící materiály.“
Na stránkách Rozalia zachytila studie 70 zpráv o očkování, z nichž 19 (tj. 27 %) bylo negativních a tedy podle výše uvedeného obecného hodnocení zavádějících nebo přímo odkazujících na zavádějící materiály. Zpráva obecně uvádí, že podstatou negativních zpráv je tvrzení, že vakcíny jsou nebezpečné nebo neefektivní a to včetně tvrzení, že vakcíny způsobují autismus. Rozalio se podílí i na nabídce homeopatik, která mají očistit tělo od očkování.